# 赵凤翔
赵凤翔（1937年9月—）， 山西省沁源县人，中华人民共和国官员，毕业于山西大学政治系，高级经济师职称，曾任中国共产党忻州地区委员会书记。

## 生平
赵凤翔1959年进入山西大学政治系就读。毕业后，他先后担任中共山西省委组织部办公室副主任、中共山西省委党校副书记、副校长、中共阳曲县委副书记、中共临汾市委书记、中共山西省委农村政策研究室副主任、主任、中共山西省委农村工作部部长。1993年3月，他被任命为中共忻州地委书记，兼任忻州地区人大工作委员会主任、中共忻州军分区党委第一书记。1996年1月，刘增宝接替赵凤翔出任中共忻州地委书记。赵凤翔随后在1996年4月山西省政协七届四次会议上增选为山西省政协副主席，任职至1998年。
赵凤翔的妻子池秀云曾任山西省图书馆研究员、古籍部主任。池秀云生于平定县上庄村，叔父为中共高官池必卿。池秀云是赵凤翔的大学同学。